# Spanish Lookout
Spanish Lookout (mirador español) es una comunidad del distrito de Cayo, Belice. En el censo realizado en 2000, su población era de 1.786 habitantes. A mediados de 2005, la población estimada de la ciudad era de 2300 habitantes.

## Galería

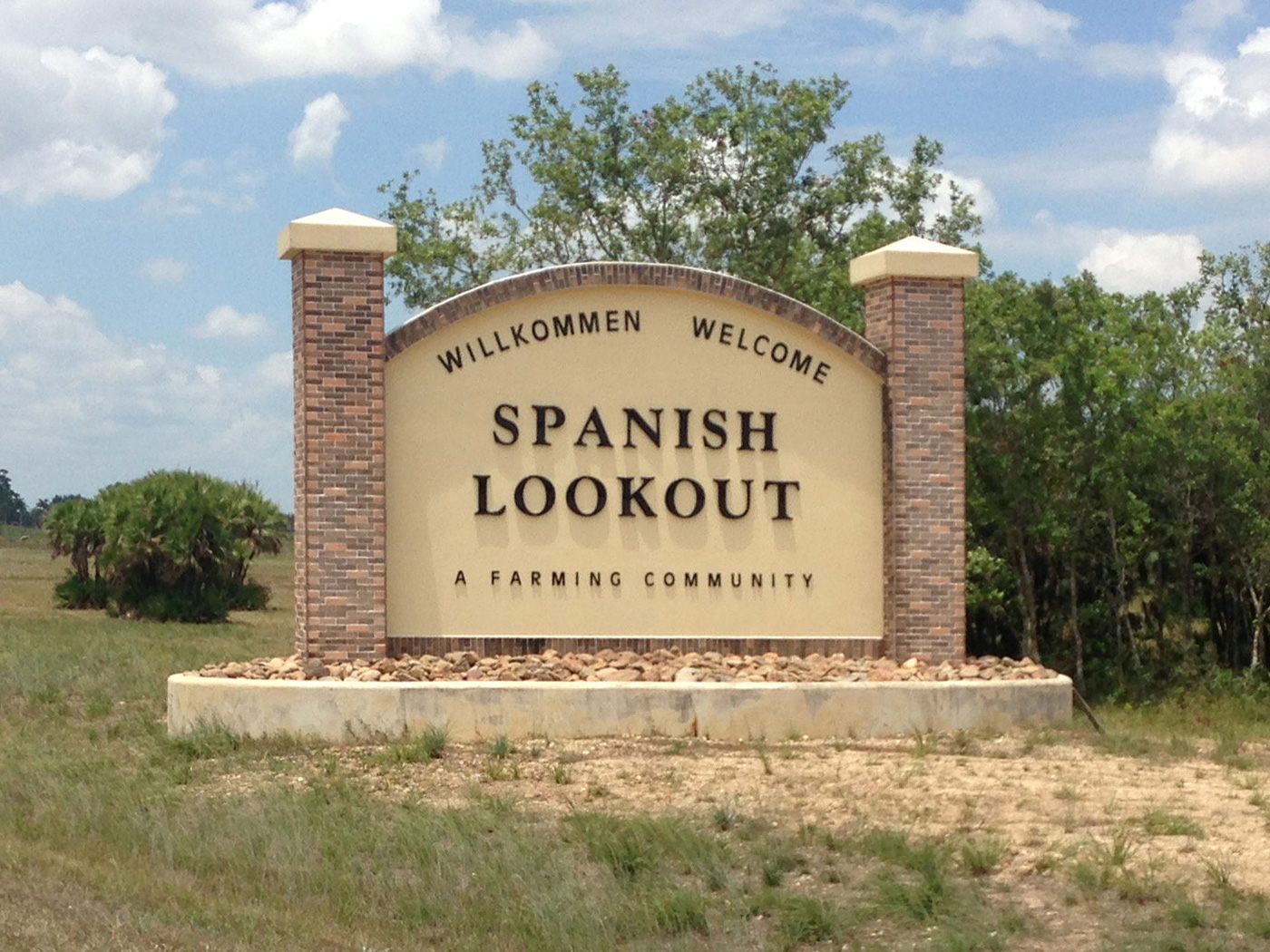

## Demografía
La mayoría de la población es una comunidad de menonitas, se habla principalmente el plautdietsch, una variedad del alemán, además del inglés y el español.